# Saxifraga maderensis
Saxifraga maderensis — вид рослин з родини Ломикаменеві (Saxifragaceae), ендемік Мадейри.

## Поширення
Ендемік Мадейри (о. Мадейра).